# ジャージー郡 (イリノイ州)
ジャージー郡（英: Jersey County）は、アメリカ合衆国イリノイ州の西部に位置する郡である。2010年国勢調査での人口は22,985人であり、2000年の21,668人から6.1％増加した。郡庁所在地はジャージービル市（人口8,465人）であり、同郡で人口最大の都市でもある。
ジャージー郡はセントルイス大都市圏に属している。

## 歴史
ジャージー郡はミシシッピ川とイリノイ川が合流する地点の北東に位置している。元はキカプー族、メノミニー族、ポタワトミ族、イリノイ族連邦などアメリカ・インディアンが住んでいた。この地域を最初に訪れたヨーロッパ人探検家は、1673年のマルケット神父とルイ・ジョリエであり、恐ろしい色をしたパイアソー鳥に出くわした。現在グラフトン近くにあるペール・マルケット州立公園はマルケット神父に因む命名であり、公園にはその記念碑がある。
ジャージー郡は1839年2月28日に、グリーン郡から分離して設立された。郡名はニュージャージー州に因むものであり、そこから多くの移民が移ってきていた。ニュージャージー州はイギリスのチャンネル諸島にあるジャージー島に因んで名付けられていた。この地域には直ぐに幾つかの小さな農業社会ができた。地域が繁栄を始めると郡政府が組織化され、郡庁所在地のジャージービルに郡庁舎が建てられた。現在の郡庁舎は1893年に建設された壮麗な建物である。
今日も郡経済は農業に基づいているが、ミズーリ州セントルイスやその周辺に通勤できる距離にある。住民の多くが郡外で働いており、「混雑に近いが、その中には居ない」という恩恵を受け、これがジャージー郡事業協会の宣伝用公式スローガンになっている。郡境になっている河川は農業生産者やアグリビジネスを支えること、および強い観光業を生むことで郡経済に重要な役割を果たしている。主要産業は教育、製造業、小売業となっている。

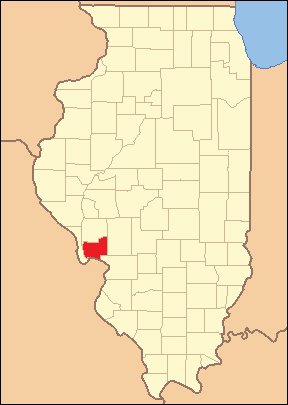
1839年創設時の郡領域、現在まで変わっていない

## 地理
アメリカ合衆国国勢調査局に拠れば、郡域全面積は377.13平方マイル (976.8 km2)であり、このうち陸地369.27平方マイル (956.4 km2)、水域は7.86平方マイル (20.4 km2)で水域率は2.08％である。南側境界はミシシッピ川、西側境界はイリノイ川、北西教会はマクーピン川と、3面を川が境界になっている。

### 主要高規格道路
- アメリカ国道67号線
- イリノイ州道3号線
- イリノイ州道16号線
- イリノイ州道100号線
- イリノイ州道109号線
- イリノイ州道111号線
- イリノイ州道26号線

### 隣接する郡
- グリーン郡 - 北
- マクーピン郡 - 東
- マディソン郡 - 南東
- セントチャールズ郡 (ミズーリ州) - 南
- カルフーン郡 - 西

### 州立保護地域
- ミシシッピ川州立野生生物魚類保護地域
- ペれ・マーケット州立公園

### 国立保護地域
- 二河川国立野生生物保護区（東部）

## 気候と気象
ジャージー郡はアメリカ合衆国中西部の大半に典型的な気候にあり、湿潤大陸性気候と湿潤温帯気候（ケッペンの気候区分ではそれぞれDfa と Cfa）の移行部にある。大きな山も大きな水域も無いので気候は温和である。春は雨が多く、竜巻や吹雪など異常気象を生みやすい。夏は暑く湿潤であり、湿度が不快指数を上昇させ、気温で100°F (38 ℃) を超えているように感じさせることが多い。秋は温暖で降水量も少なく、間歇的に豪雨を生むことがある。初雪は11月下旬にある。冬は寒く、時として降雪があり、気温は氷点下になる。
近年、郡庁所在地であるジャージービル市の平均気温は1月の17°F (-8 ℃) から7月の88°F (31 ℃) まで変化している。過去最低気温は1977年1月に記録された-25°F (-32 ℃) であり、過去最高気温は1954年7月に記録された112°F (44 ℃) である。月間降水量は1月の1.92インチ (49 mm) から4月の4.14インチ (105 mm) まで変化している。

## 人口動態

2000人口ピラミッド

以下は2000年国勢調査による人口統計データである。
| 基礎データ - 人口: 21,668人 - 世帯数: 8,096 世帯 - 家族数: 5,861 家族 - 人口密度: 23人/km2（59人/mi2） - 住居数: 8,918軒 - 住居密度: 9軒/km2（24軒/mi2） 人種別人口構成 - 白人: 98.13% - アフリカン・アメリカン: 0.53% - ネイティブ・アメリカン: 0.20% - アジア人: 0.25% - 太平洋諸島系: 0.03% - その他の人種: 0.15% - 混血: 0.70% - ヒスパニック・ラテン系: 0.75% 先祖による構成 - ドイツ系：39.2％ - アメリカ人：14.5％ - アイルランド系：11.2％ - イギリス系：11.1％ 言語による構成 - 英語：98.3％ - スペイン語：1.1％ | 年齢別人口構成 - 18歳未満: 25.4% - 18-24歳: 9.9% - 25-44歳: 27.6% - 45-64歳: 22.8% - 65歳以上: 14.4% - 年齢の中央値: 37歳 - 性比（女性100人あたり男性の人口） - 総人口: 95.6 - 18歳以上: 92.4 世帯と家族（対世帯数） - 18歳未満の子供がいる: 34.6% - 結婚・同居している夫婦: 60.1% - 未婚・離婚・死別女性が世帯主: 9.1% - 非家族世帯: 27.6% - 単身世帯: 23.9% - 65歳以上の老人1人暮らし: 11.8% - 平均構成人数 - 世帯: 2.57人 - 家族: 3.05人 収入と家計 - 収入の中央値 - 世帯: 42,065米ドル - 家族: 49,666米ドル - 性別 - 男性: 38,771米ドル - 女性: 23,086米ドル - 人口1人あたり収入: 19,581米ドル - 貧困線以下 - 対人口: 7.1% - 対家族数: 5.3% - 18歳未満: 8.7% - 65歳以上: 5.7% |

## 教育

### 統合教育学区
- アルトン・コミュニティ・ユニット教区学区第11 - 郡南部の小部分が対象、マディソン郡の北西部も入る
- ジャージー・コミュニティ・ユニット教区学区第100 - ジャージー郡の大半とグリーン郡の小部分が入る
- サウスウェスタン・コミュニティ・ユニット教区学区第9 - ジャージー郡の北東部と南東部、マクーピン郡南西部が入る

### 高校
- ジャージー・コミュニティ高校、ジャージービル市

### カレッジ
- プリンキピア・カレッジ、エルサー近く

## 郡区
ジャージー郡は下記11の郡区に分割されている。郡区名の後の数字は2008年推計人口である
。
| - ジャージー - 9,904 - パイアソー - 3,109 - エルサー - 2,422 - ミシシッピ - 2,037 - クエリー - 1,228 - オッタークリーク - 953 | - リッチウッド - 757 - フィデリティ - 731 - イングリッシュ - 548 - ローズデール - 499 - ライル - 434 |

## 都市と町

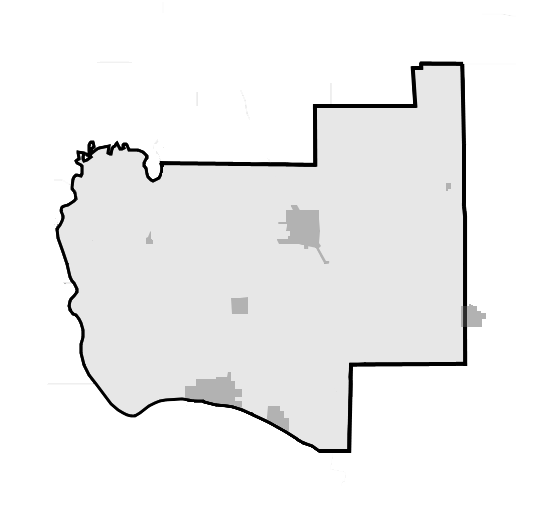
ジャージー郡の自治体

### 都市
- ジャージービル - 郡庁所在地
- グラフトン

### 村
- ブライトン
- エルサー
- フィデリティ
- フィールドン

### 町
- オッタービル

## 未編入の町
| - ベルツリーズ - ショートーカ - デリー - デモクラットスプリング - ダウ | - イーストニューバーン - ケンパー - レイクパイアソー - ロックヘイブン - マカルスキー | - ニューバーン - ニューデリー - ナットウッド - リアドン - レディッシュ | - ローズデール - スパンキー |